# آيت الحاج (أولاد افتاتة)
آيت الحاج هو دُوَّار يقع بجماعة أولاد فتاتة، إقليم خريبكة، جهة بني ملال خنيفرة في المملكة المغربية. ينتمي الدوّار لمشيخة أولاد افتاتة التي تضم 3 دواوير. يقدر عدد سكانه بـ 1087 نسمة حسب الإحصاء الرسمي للسكان والسكنى لسنة 2004.

## وصلات خارجية
- البوابة الوطنية للجماعات الترابية
- المندوبية السامية للتخطيط